# Protographium anaxilaus
Protographium anaxilaus is een vlinder uit de familie van de pages (Papilionidae). De wetenschappelijke naam van de soort is voor het eerst geldig gepubliceerd in 1852 door Lucas. Deze soort is ook bekend geweest onder de naam Protographium arcesilaus, gebaseerd op Papilio arcesilaus Lucas, 1852. Die laatste naam is echter een later homoniem van Papilio arcesilaus Stoll, 1781, en dus niet beschikbaar.